# Gricourt
Gricourt es una comuna francesa situada en el departamento de Aisne, de la región de Alta Francia.

## Geografía
Está ubicada a 5 km al noroeste de San Quintín.

## Demografía
| 439 | 397 | 669 | 651 | 761 | 739 | 852 | 989 |
| Para los censos de 1962 a 1999 la población legal corresponde a la población sin duplicidades (Fuente: INSEE [Consultar]) |     |     |     |     |     |     |     |